# Ewaldkugel

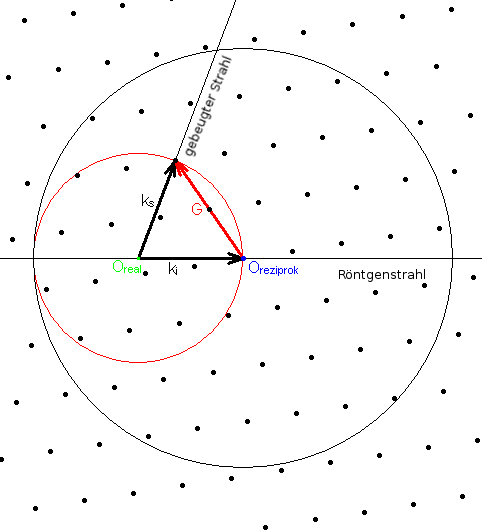
Ewaldkonstruktion

Mit Hilfe der Ewaldkugel (benannt nach Paul Peter Ewald) lässt sich die Laue-Bedingung für konstruktive Interferenz bei der Streuung an einem Kristall anschaulich darstellen. Die Konstruktion verknüpft dabei den (realen) Ortsraum und den reziproken Raum.

## Konstruktion
Im Folgenden wird für das reziproke Gitter
- die kristallographische Definition {\displaystyle |{\vec {k}}|={\frac {1}{\lambda }}} verwendet
- anstatt der in der Festkörperphysik üblichen {\displaystyle |{\vec {k}}|={\frac {2\pi }{\lambda }}},

jeweils mit
- der Wellenlänge λ des einfallenden Strahls (im Bild Röntgenstrahlung)
- dem Wellenvektor {\displaystyle {\vec {k}}}.

Die Kugel wird wie folgt konstruiert (vgl. die Abbildung):
Im Zentrum der Ewaldkugel liegt der Ursprung des Realraums, in dem sich der zu messende Kristall befindet (im Bild grün gezeichnet). Der Radius der Ewaldkugel beträgt 1/λ. Daher liegen alle Wellenvektoren {\displaystyle {\vec {k}}} auf der Oberfläche dieser Kugel (im Bild rot gezeichnet).
Der Ursprung des zu diesem Kristallgitter gehörenden reziproken Gitters (Punkte im Bild) wird in den Schnittpunkt der Ewaldkugel mit dem primären Röntgenstrahl gelegt, der durch den Kristall geht (im Bild blau gezeichnet). Der Röntgenstrahl läuft daher immer entlang eines Kugeldurchmessers.
Drehungen des Kristalls um den Ursprung des realen Raums führen zu einer entsprechenden Drehung des reziproken Gitters um den Ursprung des reziproken Raums. Reziprokes Gitter und Kristall behalten dabei dieselbe Orientierung. Wird der Kristall so gedreht, dass noch ein weiterer Punkt des reziproken Gitters auf der Oberfläche der Ewaldkugel liegt, so erfüllt der entsprechende Wellenvektor {\displaystyle {\vec {k_{s}}}} zusätzlich die Bedingung
{\displaystyle \Delta {\vec {k}}={\vec {k_{s}}}-{\vec {k_{i}}}={\vec {G}}} (ein Vektor des reziproken Gitters).
Dies ist die Laue-Bedingung. Genau in diesem Fall findet also elastische Streuung in Richtung von {\displaystyle {\vec {k_{s}}}} statt.

## Interpretation
Diese Konstruktion dient zur Veranschaulichung vieler Messverfahren in der Kristallographie.
Aus ihr wird z. B. ersichtlich, dass nur die Punkte des reziproken Gitters die Laue-Bedingung erfüllen können, die in einer Entfernung kleiner {\displaystyle 2|{\vec {k_{s}}}|} vom Ursprung entfernt liegen (im Bild dargestellt durch den schwarzen Kreis, die Lagenkugel mit Radius 2/λ). 
So wird auch anschaulich klar, warum bei großen Wellenlängen {\displaystyle \lambda } (d. h. kleiner Wellenzahl {\displaystyle |{\vec {k}}|=k}) keine Beugung am Kristall stattfinden kann: Es gibt keine möglichen Vektoren {\displaystyle {\vec {G}}} mehr, die die Laue-Bedingung erfüllen können, da die Ewald-Kugel zu klein wird.